# Butere/Mumias (huyện)
Huyện Butere/Mumias là một huyện thuộc tỉnh Western ở Kenya. Theo điều tra dân số ngày 24 tháng 8 năm 1999, huyện này có dân số 476928 người. Huyện Butere/Mumias có diện tích 939 km². Huyện lỵ đóng tại Mumias.